# Fehmarnbelttunnel
Der Fehmarnbelttunnel (dänisch Femern Bælt-tunnelen) ist ein im Bau befindlicher, 18,1 Kilometer langer Straßen- und Eisenbahntunnel unter der Ostsee zwischen der deutschen Insel Fehmarn und der dänischen Insel Lolland zur Querung des Fehmarnbelts als Teil der sogenannten Vogelfluglinie, einer direkten Bahn- und Straßenverbindung zwischen den Großräumen Kopenhagen und Hamburg. Nach der Fertigstellung des in dieser Dimension als Absenktunnel beispiellosen Bauwerks könnte die feste Fehmarnbeltquerung der längste und tiefste kombinierte Straßen- und Eisenbahntunnel der Welt werden. Die derzeitige 45-minütige Reisezeit zur Überquerung des Fehmarnbelts mittels Fähre würde sich laut Angaben der Planer durch die unterirdische und wetterunabhängige Passage auf etwa zehn Minuten reine Fahrzeit reduzieren.
Der Bau wurde am 28. April 2015 vom dänischen Parlament genehmigt. Nachdem die Baugenehmigung auf deutscher Seite aufgrund von rechtlichen Einwänden lange in der Schwebe war, besteht seit dem 3. November 2020 nach der letztinstanzlichen Entscheidung des Bundesverwaltungsgerichts in Leipzig auch auf deutscher Seite Baurecht.
Der erste Spatenstich auf dänischer Seite erfolgte am 1. Januar 2021, auf deutscher Seite am 29. November 2021. Die prognostizierte Fertigstellung hat sich mehrmals verschoben; war ursprünglich das Jahr 2021 als Bauende angedacht gewesen, ging man im Jahr 2023 von einer Fertigstellung im Jahr 2029 aus. Die Schienenanbindung wird jedoch nicht vor 2032 fertiggestellt sein. Der Fehmarnbelttunnel ist, wenn einmal fertiggestellt, auf eine Nutzungsdauer bzw. Haltbarkeit von 120 Jahren ausgelegt.

## Ausgangslage
Seit 1963, zwei Wochen nach der Eröffnung der Fehmarnsundbrücke, wird die Ostsee durch Fähren zwischen Puttgarden und Rødbyhavn gequert. Dem späteren Entschluss, an der Stelle einen Tunnel zu bauen, gingen Jahrzehnte der Planung und der Diskussion darüber voraus, ob und in welcher Weise der Fehmarnbelt eine feste Querung erhalten solle. Am 1. Februar 2011 billigte das dänische Parlament Pläne, die Fehmarnbeltquerung durch einen Absenktunnel herzustellen, wie von der Planungs- und Betreibergesellschaft Femern A/S vorgeschlagen. Der Baubeginn war zunächst für 2015 vorgesehen, bis 2021 sollten die Arbeiten abgeschlossen und der Tunnel für den Verkehr freigegeben werden. Es kam jedoch weiterhin zu Verzögerungen.
Besonders das Königreich Dänemark trieb die Planung durch politische Entscheidungen voran, vor allem durch die Übernahme der gesamten Baukosten. Die Planung und der spätere Betrieb sollten deshalb von einer speziell für das Projekt gegründeten staatlichen dänischen Gesellschaft Femern A/S übernommen werden.

## Beschreibung des Bauwerks
Der Fehmarnbelttunnel wird als Absenktunnel gebaut. Ausschlaggebend für die Entscheidung zum Bau eines Tunnels (anstelle einer ebenfalls diskutierten Brücke) waren der Empfehlung der Planungsgesellschaft Femern A/S zufolge verschiedene Punkte: Zum einen stelle ein Tunnel kein Hindernis für die Schifffahrt am Fehmarnbelt dar, zum anderen werde das technische Risiko beim Bau eines Tunnels als geringer angesehen, auch wenn der im Vergleich zu anderen Projekten in größerer Wassertiefe errichtet werden müsse.
Zuerst soll in einem angesetzten Zeitraum von 18 Monaten ein etwa 12 m tiefer und 80 bis 140 m breiter Graben in den Meeresgrund (Meerestiefe vor Ort: bis zu 30 m) gebaggert werden. In ihn sollen in einem östlich von Rødbyhavn erstellten Werkhafen vorgefertigte Tunnelelemente aus Beton mit einem Gewicht von 73.000 Tonnen und einer Länge von 217 m abgesenkt und miteinander verbunden werden. Danach soll der Tunnel mit einer Schutzschicht aus großen Steinen und einer Sandschicht zur bündigen Wiederherstellung des Meeresgrunds abgedeckt werden. Die Standardelemente werden 42 m breit und 9 m hoch sein und vier Röhren für den Verkehr sowie eine Rettungsröhre enthalten. Weitere zehn Spezialelemente sollen 3 m breiter und 4 m höher sein, um zusätzlich Platz für Haltebuchten und Anlagentechnik zu bieten.
Durch die vier Tunnelröhren sollen sowohl Straßenfahrzeuge als auch Züge für jede Richtung getrennt verkehren können. Besonders die separaten Richtungsfahrbahnen der Straße sollen die Sicherheit im Tunnel erhöhen. Jede Richtungsfahrbahn wird zudem mit zwei Fahrstreifen und einem vollwertigen Standstreifen ausgestattet sein. Die Höchstgeschwindigkeit für Pkw soll 110 km/h betragen. Die Röhren für den Zugverkehr sollen Geschwindigkeiten bis zu 200 km/h erlauben. Zudem soll der Tunnel mit dem dänischen Bahnstromsystem, also mit 25 kV Spannung und einer Frequenz von 50 Hz, elektrifiziert werden. Die Systemtrennstelle zwischen dem dänischen und dem deutschen Bahnstromsystem (16,7 Hz bei 15 kV) soll sich deshalb auf deutschem Gebiet, unweit vor dem Tunnelportal Puttgarden, befinden.
Zur Erhöhung der Sicherheit im Tunnel wird, neben den üblichen Lösch-, Verkehrsleit- und Überwachungssystemen, durchgehend ein Mobilfunknetz zur Verfügung stehen. Eine sich verändernde Beleuchtung soll der Ermüdung der Fahrer vorbeugen.
Die Tunnelportale sollen den Planungen zufolge auf Fehmarn östlich von Puttgarden zwischen dem bestehenden Fährhafen und der Marineküstenstation Marienleuchte gebaut werden, sowie auf Lolland östlich des Fährhafens von Rødbyhavn.

## Fertigung und Bau
Die Planungsgesellschaft unterteilte das Tunnelprojekt in vier Baulose: „Tunnel Nord“, „Tunnel Süd“, „Portale und Rampen“ und „Vertiefung des Meeresbodens und Landgewinnung“. Auf Lolland und Fehmarn wurden Baustellenhäfen eingerichtet, über die ein Teil des Materialtransports abgewickelt wird. Am größeren Werkhafen östlich von Rødbyhavn wurde eigens eine Fabrik für die Serienproduktion der Tunnelelemente errichtet. Dabei arbeiten fünf Fertigungsstraßen parallel an Tunnelsegmenten, wobei die letzte Linie im Februar 2024 in Betrieb genommen wurde.
Das erste Tunnelelement wurde im Juni 2024 fertiggestellt und feierlich eingeweiht. Nachdem bereits im Frühjahr 2024 auf dänischer Seite die Baugrube für das Tunnelportal geflutet wurde, wurde im August/September auch auf deutscher Seite die Portalbaugrube geflutet und der provisorische Damm zurückgebaut.

## Kosten und Finanzierung
Über die staatliche Betreibergesellschaft ist Dänemark der Eigentümer des Tunnels. Das Projekt soll durch Kredite vorfinanziert werden. Deren Tilgung soll durch Mauteinnahmen erfolgen. Der Tunnel sowie die dänische Hinterlandanbindung sollten sich Schätzungen zufolge nach 39 Jahren amortisiert haben. Grundlage dieser Prognose war eine Schätzung der Kosten aus dem Jahr 2011 über 5,5 Milliarden Euro. Anfang 2015 wurde bekannt, dass diese Prognose auf 9 Milliarden Euro gestiegen ist. Ebenfalls wurde Ende Juni 2015 bekannt, dass die EU-Kommission eine Förderung in Höhe von nur 589 Millionen Euro statt der erwarteten Milliarde bewilligt. Im Juni 2024 gab die EU die Ergebnisse ihres CEF-Förderaufrufs 2023 bekannt. Demnach werden Fördermittel in Höhe von 159,5 Millionen Euro für den Bau des Fehmarnbelttunnels bereitgestellt. Für die Schienenhinterlandanbindung auf Fehmarn werden rund 49 Millionen Euro zur Verfügung gestellt.

### Bauphase und verzögerte Fertigstellung
Um Kosten zu senken, soll die ursprünglich geplante sechsjährige Bauzeit um zwei Jahre gestreckt werden. Zunächst wurde als Jahr der Fertigstellung der Arbeiten 2021 genannt, dann 2022 und 2015 das Jahr 2024. Im Jahr 2023 ging der Bauherr von einer Fertigstellung im Jahr 2029 aus. Im Jahr 2025 gab das Eisenbahn-Bundesamt bekannt, dass die DB Bahnbau Gruppe die Schienenanbindung zum Fehmarnbelttunnel nicht bis 2029 wird realisieren können, sondern mindestens drei Jahre mehr Zeit benötige. Somit ist mit einer Fertigstellung nicht vor 2032 zu rechnen.
Nach der Umplanung mit der um zwei Jahre gestreckten Bauzeit wurden neue Angebote angefordert. Die geschätzten Kosten gingen dabei von 7,4 auf 7,0 Milliarden Euro zurück, einschließlich einer Milliarde Euro Reserven. Im März 2016 beschloss das dänische Parlament, dass die Projektgesellschaft in Bauvertragsverhandlungen eintreten darf. Es sollten zunächst bedingte Verträge geschlossen werden, die bis 2019 gültig gewesen sein sollen und dann neu hätten verhandelt werden können.
Mit Planungsstand 2024 sollte die Mautgebühr 73 Euro betragen. Es wurde mit 12.000 Fahrzeugen pro Tag gerechnet, womit der Tunnel nach 20 Jahren abbezahlt wäre. Hinzu kamen Prognosen von 111 Zügen pro Tag.

### Kosten auf deutscher Seite
Für die Anbindung des Tunnels zum Hinterland müssen Autobahnen, Brücken und Eisenbahnstrecken bis nach Hamburg neu gebaut bzw. ausgebaut werden. Nach Zahlen aus dem Jahr 2015 sollten dafür auf deutscher Seite mindestens 3 Milliarden Euro vom deutschen Steuerzahler bzw. der EU aufzubringen sein.
Fehmarnsundbrücke
Bei den Planungen für die feste Fehmarnbeltquerung wurde auch untersucht, ob die rund 15 Kilometer entfernt liegende, 963 Meter lange, denkmalgeschützte Fehmarnsundbrücke von 1963 zwischen dem deutschen Festland und der Insel Fehmarn ersetzt werden muss, entweder durch eine Brücke oder einen Tunnel. Probebelastungen und statische Nachrechnungen des vorhandenen Bauwerks ergaben, dass die Brücke künftigen, höheren Belastungen nicht mehr gewachsen sein werde. Dies resultierte auch daraus, dass zwischen Skandinavien und Deutschland künftig Güterzüge mit einer Länge von 835 Metern und einem zulässigen Gesamtgewicht von 2300 Tonnen vorgesehen sind.

## Genehmigungsverfahren und Einwände
Im Frühjahr 2017 wurde der Planfeststellungsbeschluss für 2018 und der Baustart für 2020 erwartet.
2014 wurden über 3000 Einwände im Planfeststellungsverfahren erhoben, die beim Landesbetrieb Straßenbau- und Verkehr in Kiel aufliefen. Im laufenden Planfeststellungsverfahren auf deutscher Seite wurden im Sommer 2017 in der zweiten Erörterungsrunde 12.600 Einwendungen behandelt.
Die deutsche Reederei TT-Line wendete sich gegen die Pläne einer festen Querung und begründete dies damit, dass die unbegrenzten staatlichen Garantien, Staatsanleihen und Steuervorteile für die Fehmarn-Verbindung eine Verletzung der EU-Wettbewerbsregeln seien. Diese Klage unterstützte die bereits laufende Klage der deutsch-dänischen Reederei Scandlines, die im Juni 2014 beim Gericht der Europäischen Union eingereicht wurde. Scandlines hatte danach Einwände gegen die steuerlichen Hilfen und staatliche Garantien für die Baugesellschaft erhoben. In diesem Verfahren wurde am 19. September 2018 das stattgebende Urteil verkündet, gegen das aber die Revision beim Europäischen Gerichtshof zulässig war. Es gibt klare Hinweise zur Beurteilung der entsprechend strukturierten Finanzierung des Fehmarnbelttunnels.
Der Planfeststellungsbeschluss wurde Ende Januar 2019 erlassen. Zwei Kommunen, drei Reedereien, zwei Vereine und eine Privatperson hatten jeweils Klage beim Bundesverwaltungsgericht gegen den Tunnel erhoben.
Die Stadt Bad Schwartau, die Gemeinden Scharbeutz und Großenbrode einigten sich zwischenzeitlich mit dem Land Schleswig-Holstein und dem Tunnelbetreiber Femern A/S vor dem Bundesverwaltungsgericht auf einen Vergleich, demzufolge keine Güterzüge auf der Strecke fahren werden, bevor der Lärmschutz hergestellt ist. Ende September 2020 kam es zur mündlichen Verhandlung über die Klagen gegen den Planfeststellungsbeschluss für den Tunnel auf deutschem Hoheitsgebiet. Die Kläger begehrten eine umfassende gerichtliche Überprüfung des Planfeststellungsbeschlusses. Sie waren der Auffassung, der Fehmarnbelttunnel verstoße gegen das Wettbewerbsrecht, da unerlaubte staatliche Subventionen an das Projekt fließen, und der Bau gefährde Flora und Fauna in der Ostsee. Des Weiteren bestritten die Kläger den Bedarf für die Errichtung der festen Fehmarnbeltquerung. Am 3. November 2020 wies das Bundesverwaltungsgericht diese Klagen ab, wobei über die Riffbiotope im näheren Bereich der Tunneltrasse nachträglich entschieden werden sollte.
Einer der vor dem Bundesverwaltungsgericht unterlegenen Kläger hatte beim Bundesverfassungsgericht Beschwerde gegen das Urteil des BVerwG vom 3. November 2020 eingelegt. Die Beschwerde richtete sich im Wesentlichen gegen die Entscheidung des BVerwG, die Planfeststellung trotz fehlender Erfassung schützenswerter Riffe auf der Tunneltrasse zu erlassen. Mit der Verfassungsbeschwerde wurde zugleich der Antrag auf Erlass einer Einstweiligen Anordnung durch das Bundesverfassungsgericht gestellt. Der Beschwerdeführer wollte erreichen, dass der Vollzug des Planfeststellungsbeschlusses ausgesetzt wird, bis die Verfassungsmäßigkeit des mit der Beschwerde angegriffenen Urteils geklärt ist.
Das Bundesverwaltungsgericht lehnte am 27. Januar 2022 den Eilantrag des Aktionsbündnisses gegen eine feste Fehmarnbeltquerung e. V. gegen den Weiterbau der Festen Fehmarnbeltquerung ab.
Wenige Tage zuvor hatte das schleswig-holsteinische Oberverwaltungsgericht eine Klage der Stadt Fehmarn mit einem unanfechtbaren Beschluss abgewiesen, bei der es um ein Rettungskonzept ging. Die Stadt Fehmarn, deren Freiwillige Feuerwehr den abwehrenden Brandschutz auch für den Tunnel und dessen Baustelle übernimmt, hielt das Konzept für unzureichend.
Am 14. Dezember 2022 wies das Bundesverwaltungsgericht zwei Klagen gegen den Planänderungsbeschluss vom 1. September 2021 zurück. Demnach durfte die Planfeststellungsbehörde zu Recht auf eine erneute Umweltverträglichkeitsprüfung verzichten. Die Beeinträchtigung von Riffen in der Tunneltrasse wird nach dem Urteil dadurch ausgeglichen, dass an anderer Stelle in der Ostsee neue Riffe geschaffen werden.

## Ausschreibung und Vergabe
Im Herbst 2012 startete die Planungsgesellschaft die Vergabe mit einem Präqualifikationsverfahren, in dessen Rahmen interessierte Bauunternehmen und Konsortien darlegen mussten, dass sie sowohl technisch als auch wirtschaftlich in der Lage sind, eines oder mehrere der vier Baulose abzuwickeln. Am 27. Mai 2013 wurde bekannt gegeben, dass alle neun Bewerber das Verfahren erfolgreich durchlaufen haben und für die Angebotserstellung zugelassen worden seien.
Die internationale Ausschreibung des Projektes erfolgte am 27. August 2013 bei einem ersten Treffen von Vertretern der präqualifizierten Konsortien und des Auftraggebers in Kopenhagen.
Für das Projekt wurden 17 Angebote abgegeben. Es gliederte sich in vier Hauptbauaufträge:
- Ausbaggern der 18 km langen und 12 m tiefen Rinne im Meeresboden
- Herstellen und Einbauen des Absenktunnels
- Anlage der nördlichen und südlichen Tunnelportale
- Straßen- und Schienenanbindungen beiderseits des Tunnels[71]

Hierfür bewarben sich laut Informationen des Hamburger Abendblattes aus Deutschland Hochtief, aus den Niederlanden Royal Boskalis Westminster und Impregilo aus Italien. Weiterhin bewarben sich für den Innenausbau und die Elektrifizierung der Tunnelanlage Strabag aus Österreich und die französische Alstom. Alle Unternehmen sind Stakeholder der Fehmarnbeltquerung und nehmen Einfluss auf zukünftige Entwicklungen. Alstom ist beispielsweise im Verein Europabanan organisiert.
Konzipiert und überwacht wird das komplette Bauvorhaben von dem dänischen Bauingenieurkonzern Rambøll Group A/S in Kopenhagen.
Im Juli 2020 wurden südöstlich von Rødbyhavn zwei Sperrgebiete eingerichtet, damit mit dem Bau des Bauhafens begonnen werden konnte. Diese Sperrgebiete sind mit gelben Leuchttonnen mit rotem Band und Toppzeichen gekennzeichnet. Das Sperrgebiet „OWA South“ mit den Leuchtzeichen FL(2+1)Y 15s befindet sich in deutschen Gewässern, das Gebiet „OWA North“ mit den Leuchtzeichen FL(3)Y 10s in dänischen Gewässern.

## Kritik
Durch die Bautätigkeit sollen ökologische Schäden an der Ostsee entstehen. Gegner argumentieren ebenfalls mit höheren Lärmemissionen der täglich 78 Güterzüge mit einer Länge von mehr als 800 Metern und mindestens 9500 Kraftfahrzeugen, die die Insel Fehmarn zum Transit passieren. Das soll die touristischen Ziele der Inselgemeinde stören, die derzeit rund 80 Prozent der wirtschaftlichen Einnahmen vor Ort ausmachen.
Viele sich gegen den Tunnel richtende Initiativen und Umweltschutzorganisationen schlossen sich als „Beltretter“ zu einer Bewegung zusammen, die unter anderem eine gemeinsame Internetpräsenz betreibt. Seit 2015 verwenden sie vor Ort als Symbol gegen den Belttunnel und in Anlehnung an die Proteste der Anti-Atomkraft-Bewegung im Wendland ein blaues statt eines gelben Andreaskreuzes.

## Alternativen
Aufgrund zunehmender Verkehrs- und Warenströme im 21. Jahrhundert über ein geplantes Netz aus Straßen, Eisenbahnstrecken über Moskau unter der Einbindung von Südosteuropa bis Peking waren strecken- und somit zeitverkürzende Alternativen für die Anbindung zum skandinavischen Wirtschaftsraum Gegenstand von Überlegungen:
- Ostsee-Bahntunnel, ein Eisenbahntunnel zwischen Stralsund und Malmö
- Rostock-Gedser-Tunnel

## Archäologische Funde
Zu den 2014 gemachten Funden auf der Trasse des Fehmarnbelttunnels gehören menschliche Fußabdrücke und ein Fischzaun, die etwa 3000 v. Chr. entstanden. Die Fußabdrücke und der Fischzaun wurden auf der Trasse des Fehmarnbelttunnels nördlich des Norrevej in einem ausgetrockneten Fjord zwischen Maribo und Rødbyhavn auf Lolland in Dänemark entdeckt. Der Fjord wurde nach dem Ostseesturmhochwasser 1872 trockengelegt.
Zu den Funden gehören auch eine geschäftete Axt aus Feuerstein und ein hölzernes Paddel, die in feuchten, relativ anaeroben Bedingungen gefunden wurden, die dazu beitrugen, die organischen Stoffe zu bewahren.